# Castello Piccolomini (Celano)
Il Castello Piccolomini è un castello risalente alla fine del XIV secolo nel centro storico di Celano (AQ), in Abruzzo, che domina la sottostante piana del Fucino. Nel 1893 è stato ufficialmente riconosciuto monumento nazionale italiano. Ospita il museo d'arte sacra della Marsica; dal dicembre 2014 il Ministero della cultura lo gestisce tramite il Polo museale dell'Abruzzo, divenuto nel dicembre 2019 Direzione regionale Musei.

## Storia
Il sito su cui sorge il castello è da identificare con il luogo, sul colle di san Flaviano, in cui Federico II di Svevia, in lotta con Tommaso Conte di Celano e Molise, fece costruire delle fortificazioni durante l'assedio del 1223. Tali fortificazioni erano quasi certamente soltanto opere in legno e terra battuta, tuttavia segnarono l'inizio di quello che sarebbe stato una solida fortificazione nei secoli successivi, in posizione dominante sul lago Fucino e in allineamento visivo con altre strutture militari presenti nel territorio come le torri di Aielli e Collarmele.
La costruzione del castello vero e proprio iniziò nel 1392 su commissione di Pietro II Berardi, conte di Celano, ma già in precedenza, negli anni tra il 1356 e il 1380, suo nonno e poi suo padre avevano provveduto a fortificare il Colle San Flaviano erigendo un sistema di mura con torrette rettangolari "a scudo" e costruendo la torre-mastio sommitale a pianta quadrata. Il conte Pietro II, dunque, costruì il solo primo piano con le torri quadrangolari agli angoli, fino al marcapiano, integrando la torre-mastio all'angolo nord-est. Egli, altresì edificò il cortile interno alle mura dotandolo del loggiato con arcature a sesto acuto ancora visibile.
Nel 1451, Lionello Accrocciamuro, una volta divenuto conte di Celano, a seguito delle nozze con Jacovella da Celano, proseguì l'opera del predecessore, sia integrando il recinto esterno con due grandi torrioni angolari semicilindrici sul versante nord-est e un rivellino triangolare con largo torrione angolare cilindrico verso la cittadella, sia erigendo il piano nobile del castello vero e proprio con il cammino di ronda e le quattro torri d'angolo fino all'altezza attuale. Lionello inoltre si occupò di fortificare le mura del recinto aumentandone lo spessore per poter resistere alle micidiali bombarde a polvere da sparo che erano state inventate in quegli anni.

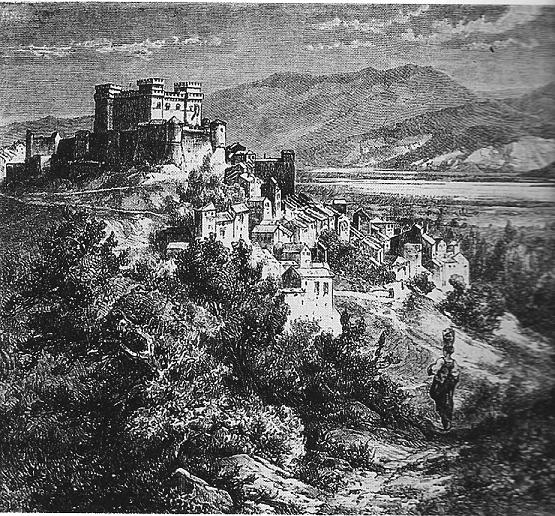
Veduta ottocentesca di Celano con il castello

Nel 1463 Antonio Todeschini Piccolomini, nipote di Papa Pio II, fu investito della contea celanese da Ferrante d'Aragona. Egli riprese la costruzione del castello apportando aggiunte e decorazioni architettoniche che trasformarono il castello in palazzo residenziale fortificato. In particolare, fa completare il secondo piano del loggiato interno dotandolo di arcate a sesto acuto decorate nei capitelli dai simboli araldici della famiglia: la croce e la mezzaluna. Fa inoltre aprire delle finestre architravate in stile rinascimentale così come fa realizzare diverse loggette pensili appoggiate su beccatelli e ancora visibili. Interventi strutturali realizza, invece, sui bastioni del recinto dove fa costruire due torri cilindriche fortemente scarpate che inglobano le vecchie torri a "ferro di cavallo" ed amplia la stessa cinta muraria proprio in prossimità delle torri per aumentare la difesa degli ingressi dotandoli di antiporta.
Nel 1591 Camilla Peretti, sorella di Papa Sisto V, acquistò la contea dai Piccolomini. Nel 1608 Michele Peretti fece aprire sul mastio alcune finestre con architrave semplice. Nel 1647 il castello fu coinvolto nella rivolta di Masaniello occupato dai rivoltosi capitanati dal barone Antonio Quinzi dell'Aquila e sostenendo un lungo assedio ad opera delle truppe reali.
Il feudo passò successivamente a Bernardino Savelli, e successivamente a Livia Cesarini che lo trasmise ai duchi Sforza Cesarini e successivamente agli Sforza Cabrera Bovadilla. Sono di questo periodo le tamponature settecentesche create per consolidare il loggiato superiore dopo i terremoti del 1695, 1706 e 1781. Al piano terra alcuni ambienti furono utilizzati come prigione feudale.
Nel 1892 la proprietà è del marchese Orazio Arezzo da Celano e successivamente della famiglia Dragonetti dell'Aquila. Nello stesso anno l'angolo ovest diventa sede provvisoria del carcere mandamentale, mentre nel 1893 diviene monumento nazionale sottoposto alla tutela delle Belle Arti del nuovo Regno d'Italia.
Durante il grave terremoto del 1915 che si abbatté sulla Marsica, il castello risultò gravemente danneggiato riportando il crollo del loggiato nel cortile, di alcune volte, di tutti i solai, del cammino di ronda e di tutte le loggette. Si formarono altresì gravi lesioni sulle torri angolari, una delle quali, quella di sud-est, crollò dimezzando la sua altezza.
Gli interventi di restauro iniziarono 25 anni dopo il sisma, nel 1940, a seguito dell'esproprio da parte dello Stato nel 1938, ma furono subito interrotti per cause belliche (Seconda guerra mondiale) e ultimati nel 1960, applicando la nuova normativa antismica vigente all'epoca.

## Descrizione
A seguito del restauro che è stato realizzato ricostruendo fedelmente l'antica struttura, grazie all'abbondante repertorio fotografico, il castello assume l'aspetto della fortezza medievale con funzione difensiva dell'abitato di Celano, come testimonia il rivellino del lato sud-est, che nei secoli successivi è stata modificata a residenza signorile rinascimentale.
La cinta muraria è interrotta da undici torri a scudo e cinque rotonde. All'interno tramite un ponte levatoio che consente di superare un fossato, si accede al Castello attraverso due ingressi, uno dei quali protetto da una caditoia. 
L'edificio centrale ha una pianta regolare, rettangolare, con quattro torri quadrate agli angoli e merlatura ghibellina che proteggono il cortile interno.
All'esterno delle quattro torri un giro di ronda anch'esso merlato consentiva alle guardie il controllo di ogni lato delle mura. Tuttavia la esigua sporgenza delle torri dal profilo dell'edificio, che non consente un adeguato tiro di fiancheggiamento, lascia intendere che con l'Accrocciamuro l'antica funzione difensiva della fortezza si è affievolita rispetto a quella di prestigiosa dimora signorile.

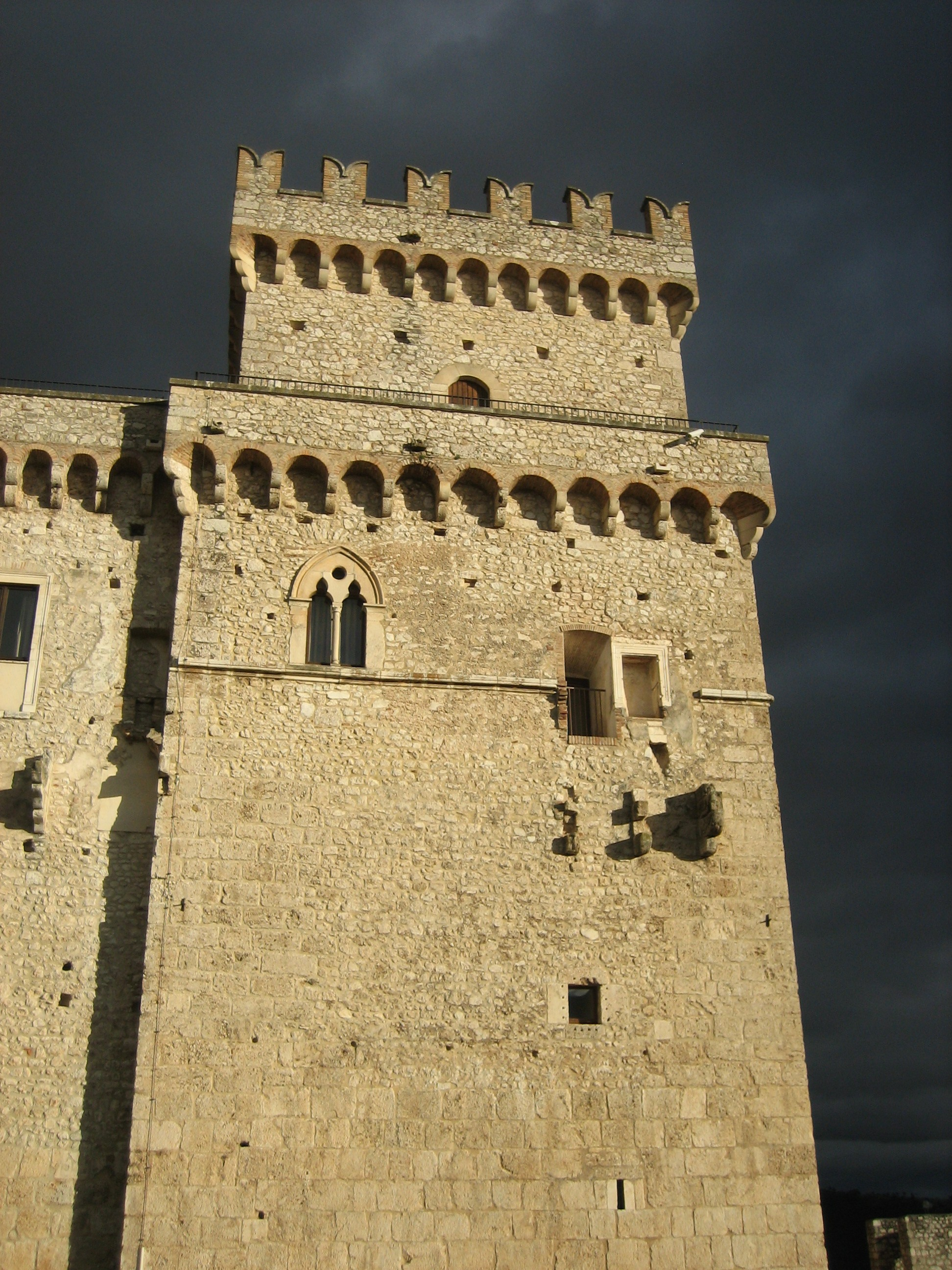
Il torrione

Il perimetro del cortile risulta impreziosito da un porticato di carattere tipicamente rinascimentale su due piani, di cui quello inferiore con archi a ogiva sorretto da ampi pilastri colonniformi, e quello superiore con doppio numero di archi a tutto sesto con colonne più piccole. Il portico articolato su tutti e quattro i lati, non ha eguali nella regione e "va considerato tra i primari esempi italiani del genere" (Carlo Perogalli).
Gli interni si presentano scarni essendo andati perduti con il terremoto i pregevoli affreschi delle volte, descritti da alcuni autori dell'Ottocento.
Due cisterne ipogee a pianta rettangolare con copertura a botte per la raccolta delle acque piovane, quella detta "cisterna della Lizza", realizzata con i mattoncini e alta circa nove metri è situata internamente, l'altra fatta con le pietre leggermente più bassa ma più larga è posta nel cortile estero. Erano dotate di un sistema di filtraggio per la potabilità dell'acqua e di due pozzi connessi ai serbatoi che permettevano di sollevarla.
Alcuni ambienti ospitano il museo d'arte sacra della Marsica, mentre in alcune sale vi sono collocati gli uffici della Soprintendenza regionale.